# Morgan Stark
Morgan Stark es un personaje ficticio que aparece en los cómics estadounidenses publicados por Marvel Comics. Morgan es el primo de Tony Stark, y padre de Arno Stark (Iron Man 2020)
Lexi Rabe y Katherine Langford interpretan a una versión femenina del personaje, reimaginada como la hija de Tony Stark, en la película Avengers: Endgame de 2019, parte del Universo cinematográfico de Marvel.

## Historia de publicación
Morgan Stark apareció por primera vez en Tales of Suspense #68 y fue creado por Don Heck y Al Hartley.

## Biografía ficticia del personaje
Morgan Stark es el hijo de Edward Stark, el sobrino de Howard Stark y Maria Stark, el primo de Tony Stark y el padre de Arno Stark. 
Morgan creía al crecer que su tío engañó a su padre con la fortuna de la compañía Stark; Edward en realidad le pidió a Howard que le compre su compañía porque Edward no quería participar en el negocio familiar de Stark. Debido a eso, Morgan siempre ha tratado de quitarle Industrias Stark a Tony. Al regresar de Irlanda, Happy Hogan reanuda el trabajo en Industrias Stark, y Tony recibe una carta de su primo pidiendo ayuda. Tony no se da cuenta de que Morgan está trabajando para el Conde Nefaria quien pretende usar a Morgan en un complot para destruir a Tony, aunque Morgan lo haría "gratis". Primero, a Morgan le presentaron al personal de Industrias Stark cuando viajaba a los Estados Unidos para fingir que buscaba la ayuda de Tony, y se pasea alrededor del edificio, mientras que Tony estaba de camino a una fiesta esa noche, luego Morgan espía un cohete y decide investigar como Iron Man encontrando una bomba adentro. Iron Man se apresuró a regresar a Industrias Stark y Tony llama a un escuadrón de bombas, pero el campo se encuentra vacío (todo este episodio fue parte del plan de Morgan). Morgan (escondido en los arbustos) usa un visio-proyector para hacer que su primo alucine con alienígenas. Morgan comienza a hacer que todos duden de la cordura de Tony, y hace que el senador Hamilton Byrd (un escéptico) acuse a Tony deliberadamente de ser un espía comunista y exije que Stark Industries sea despojada de los contratos de defensa del ejército de los EE. UU. por temor a una amenaza hacia la seguridad nacional. Iron Man (creyendo que no está loco) regresa a la ubicación original donde vio a los alienígenas y escanea el área, sin saber que Morgan lo ha seguido hasta allí. Justo antes de que Morgan pueda destruir a Iron Man con el visio-proyector, los verdaderos alienígenas del planeta Froma llegan a investigar la Tierra para encontrar a Iron Man y atacarlo, descubriendo también a Morgan durante la batalla. Iron Man lucha contra los alienígenas y salva la vida de Morgan. Luego, Morgan se ve obligado a decirles a todos que Tony está en su sano juicio, y las demandas del senador Byrd también se retractan. Después de que todo está arreglado, Morgan es llevado de regreso a Europa para el castigo del Conde Nefaria por fallar.
Ahora físicamente decrépito, Morgan contrata a un equipo de mercenarios liderados por Stockpile (compuesto por Boudica Gorman / Joust, Aaidan Blomfield / Unicorn, Pania Panapa / Calico y Andrea Roark / Sunstreak para tomar el control del arsenal de Iron Man mientras el mismo Morgan usa el constructo Brass bajo su control. Iron Man y Máquina de Guerra logran derrotar a Stockpile, pero no antes de destruir a Brass causando que Morgan Stark sufra una retroalimentación sensorial traumática. Temiendo la muerte, Morgan Stark se conecta con todos los trajes actualmente almacenados en la armería y los usa para intentar destruir a Iron Man, ya que Máquina de Guerra estaba ocupado llevando a Joust y Sunstreak a un lugar seguro para que reciban tratamiento médico, mientras que Unicorn se escapó por su cuenta. Cuando Morgan Stark estaba a punto de lograr su objetivo de matar a Iron Man, elige desenmascararlo primero y descubre la cara de una versión más joven de su primo que Los Vengadores habían recuperado recientemente del pasado en una línea de tiempo alternativa. La confusión que sintió Morgan le dio a Tony el tiempo suficiente para anular el vínculo de Morgan con los trajes, quitándole el control sobre ellos y los configura para autodestruirse. Morgan Stark muere en el piso de sus instalaciones de Helicon.
Durante la historia de Dark Reign, Morgan Stark de alguna manera aparece vivo (haciéndose pasar por su primo renegado "Tony Stark") y se convierte en CEO de Stark Solutions. Morgan (accidentalmente) se fusionó con Ultimo que se convierte en un virus capaz de otorgar a sus víctimas capacidades mejoradas como fuerza, velocidad, regeneración y rayos ópticos. Se reveló que el virus fue creado a partir de Ultimo por Human Engineering Life Laboratories, que actuaba por encargo de la corporación Stark Solutions, esta a su vez había sido contratado por H.A.M.M.E.R. para estudiar el potencial de Ultimo como arma. Habiendo destruido el cuerpo de Ultimo, Máquina de Guerra se propone destruir el cerebro, que se ha dividido en tres unidades discretas, almacenadas en ubicaciones separadas. Dos de las unidades son destruidas por los aliados de Máquina de Guerra, pero la tercera es ingerida (en forma de un líquido cristalino) por Morgan Stark quien es transformado por el líquido en un robot gigante, humanoide, en un intento rápido de ser Ultimo, y posee la programación de la máquina Doomsday para destruir toda la vida, luego lucha contra Máquina de Guerra. Sin embargo, el tercer componente se destruye cuando Rhodes usa la tecnología de armas de Ultimo -que obtuvo cuando destruyó el cuerpo del robot- contra él. Stark se autodestruye y dispersa el cuerpo líquido de Ultimo por todo el paisaje, donde pronto se fusiona con la vida vegetal. El plan de Morgan / Ultimo era convertir toda la vegetación de la Tierra en metal, lo que sofocaría toda la vida dentro de dos semanas. Rhodes pudo hacer que Ultimo se vuelva dócil al obligar a Norman Osborn / Iron Patriot a mostrarle los recuerdos de sus momentos más felices. Sin embargo, Norman Osborn aprovechó esto para tomar a Ultimo para sí mismo. Ultimo, habiendo borrado su programación central, se convirtió en una bola gigante de metal líquido flotante que esencialmente estaba esperando instrucciones; Morgan es expulsado de la esfera de Ultimo en el proceso y no se ha vuelto a saber de él después de que la esfera fue derrotada.

## Otras versiones

### Ultimate Marvel
Morgan Stark es visto por primera vez en una versión alternativa de Ultimate Universe en Ultimate Marvel Team-Up, nuevamente como el primo de Tony Stark (aunque no es tan villano como su versión de Mainstream Marvel). Él, Tony y otros civiles son tomados como rehenes por los guerrilleros guatemaltecos dirigidos por el "Diablo Rojo" (Jesus Hayek), quien exige la tecnología de Stark a cambio de la libertad de los rehenes. Matan a Morgan cuando Tony se niega a cooperar, para sorpresa de Tony. Con la pretensión de consentir, Stark construye armaduras improvisadas, derrota a los terroristas y libera a los rehenes.

## En otros medios

### Televisión
Morgan Stark aparece en el show de The Marvel Super Heroes (1966) en el segmento de Iron Man (episodio de Dream Master).

### Cine
Morgan Stark aparece en el universo cinematográfico de Marvel.
- Se alude al personaje en Avengers: Infinity War, Tony Stark menciona tener un sueño con un niño llamado Morgan.[5]
- Una adaptación diferente aparece en Avengers: Endgame (interpretada por Alexandra Rachael Rabe) como la hija de cinco años de Tony y Pepper Potts;[6] Katherine Langford fue elegida como una versión adulta de Morgan, pero su escena fue eliminada ya que el cambio de actrices confundió a las audiencias de prueba y no hubo conexión emocional con el personaje.[7]

### Videojuegos
Morgan Stark es un jefe en The Invincible Iron Man para Game Boy Advance.